# Бадарминск
Бадарминск — посёлок в Усть-Илимском районе Иркутской области, относится к Бадарминскому муниципальному образованию. Находится в 31 км от центра района, на левом берегу реки Бадармы.

## Население
| 2002 | 2010 | 2011 | 2012 |
| ---- | ---- | ---- | ---- |
| 988  | ↘805 | ↘803 | ↘787 |